# Лангенвецендорф
Лангенвецендорф (њем. Langenwetzendorf) општина је у њемачкој савезној држави Тирингија. Једно је од 61 општинског средишта округа Грајц. Према процјени из 2010. у општини је живјело 3.584 становника. Посједује регионалну шифру (AGS) 16076039.

## Географски и демографски подаци
Лангенвецендорф се налази у савезној држави Тирингија у округу Грајц. Општина се налази на надморској висини од 338 метара. Површина општине износи 38,5 km². У самом мјесту је, према процјени из 2010. године, живјело 3.584 становника. Просјечна густина становништва износи 93 становника/km².